# Alberto Iniesta Jiménez

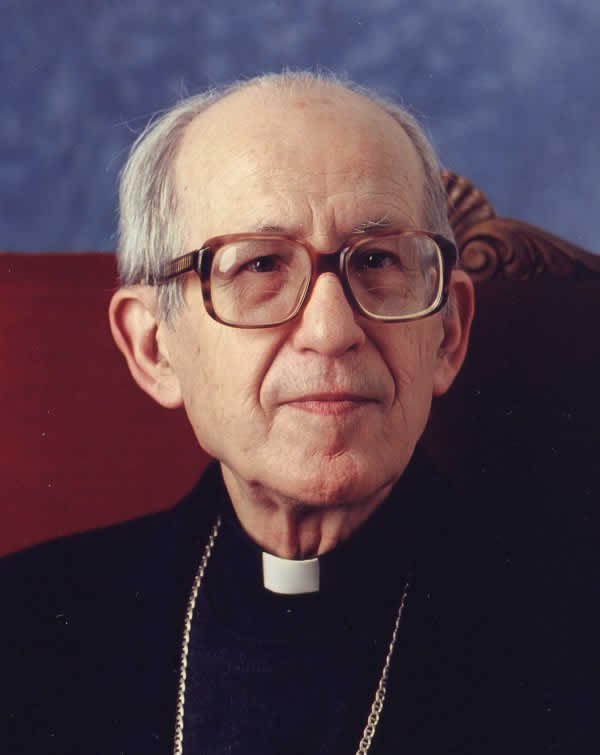
Alberto Iniesta Jiménez

Alberto Iniesta Jiménez (* 4. Januar 1923 in Albacete; † 3. Januar 2016 ebenda) war ein spanischer Geistlicher und römisch-katholischer Weihbischof in Madrid. 

## Leben
Alberto Iniesta Jiménez erwarb an der Päpstlichen Universität Salamanca ein Lizenziat in Theologie und empfing am 13. Juli 1958 die Priesterweihe. Danach, von 1958 bis 1972, war er Rektor des Priesterseminars in Albacete.
Papst Paul VI. ernannte ihn am 5. September 1972 zum Weihbischof in Madrid und Titularbischof von Tubernuca. Der Erzbischof von Madrid, Vicente Kardinal Enrique y Tarancón, spendete ihm am 22. Oktober desselben Jahres die Bischofsweihe; Mitkonsekratoren waren Ireneo García Alonso, Bischof von Albacete, und José Delicado Baeza, Bischof von Tui-Vigo. Der Sprengel im Erzbistum Madrid, der ihm anvertraut wurde, war der Stadtteil Vallecas im Süden der Hauptstadt. In Vallecas widmete er sich besonders der Arbeiterseelsorge. Im Dezember 1979 zitierte ihn Kardinal Sebastiano Baggio, der Präfekt der Kongregation für die Bischöfe, in den Vatikan, wo Bischof Iniesta seine pastorale Praxis rechtfertigen musste.
In der Spanischen Bischofskonferenz gehörte er der Liturgiekommission und der Migrantenkommission an. Letztere leitete er von 1987 bis 1990.
Am 5. April 1998 nahm Papst Johannes Paul II. seinen altersbedingten Rücktritt an.
Er starb einen Tag vor seinem 93. Geburtstag im Priesterhaus in Albacete.